# Туктар (Сабинский район)
Туктар — деревня в Сабинском районе Республики Татарстан России.